# Fenniahuset

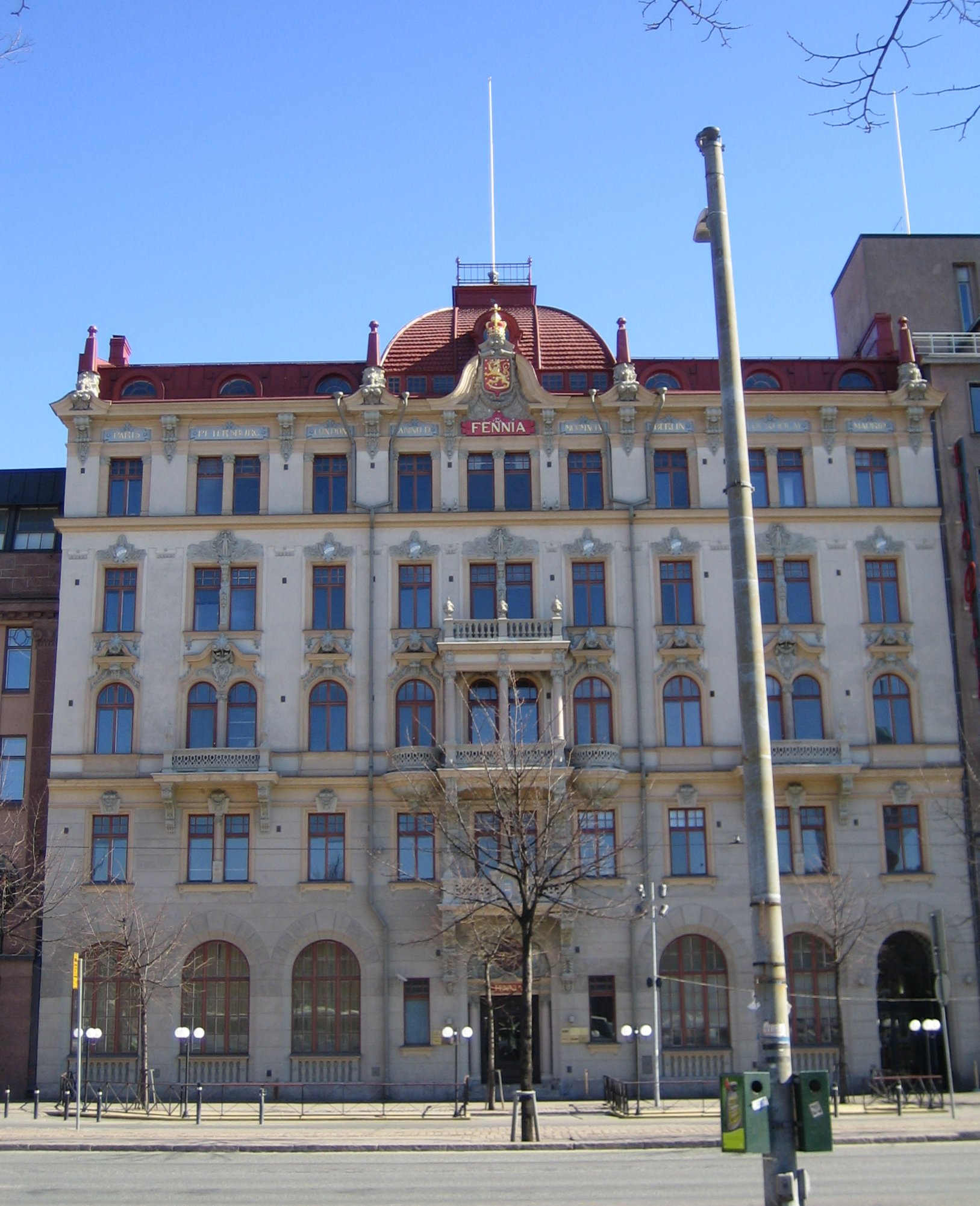
Fenniahusets fasad mot Mikaelsgatan.

Fenniahuset är en byggnad på Mikaelsgatan 17 vid Järnvägstorget i stadsdelen Gloet i Helsingfors. Byggnaden är ritad av arkitektbyrå Grahn, Hedman & Wasastjerna och uppfördes åren 1898–1899 för hotell och restaurang Fennia. Huset används idag av Casino Helsinki. Byggnaden företräder wiensk nybarock.